# Maori nyelv
A maori nyelv (saját elnevezése te reo Māori, általában csak te reo) (kiejtése: [ˈmaːɔɾi]  hallgat) Új-Zéland egyik hivatalos nyelve. Nyelvileg a keleti polinéz nyelvek közé tartozik, legközelebbi rokona a Cook-szigeti maori, a tuamotu és a tahiti, kevésbe áll közel a hawaii és a marquez-szigeti nyelvhez, és a nyugati polinéz nyelvek, a szamoai, a tokelaui, a niuei és a tongai a legtávolabbi rokonai.

## Hivatalos státusza
Új-Zélandnak három hivatalos nyelve van: az angol nyelv, a maori és az új-zélandi jelnyelv. A maori a hivatalos státuszát 1987-ben nyerte el, amikor megszületett a Maori nyelvtörvény. A legtöbb kormányzati szervnek van kétnyelvű neve, pl. a Belügyminisztérium maoriul Te Tari Taiwhenua, ugyanígy a helyi önkormányzatok és könyvtárak is használnak kétnyelvű feliratokat. Az új-zélandi posta is felismeri a kétnyelvű helyneveket.
2004. márciusa óta létezik a Maori Televízió csatorna, ahol főleg maori nyelven zajlik a műsorszórás. 2008. március 28-án elindult a második, Te Reo tv-csatorna.

## Története
A maorik kenukkal érték el Új-Zéland szigetét, a Cook-szigetek felől vagy a Társaság-szigetek felől. Érkezésük Kr. u. 1300 körül történhetett. Nyelvük a 19. századig viszonylagos elszigeteltségben volt.
A 19. században a maori nyelvnek zavaros története volt. Kezdetben domináns nyelv volt, a mindennapi élet kommunikációs nyelve (bár az iskolákban a maori gyerekeknek már angolt is tanítottak), majd 1860-tól az angol nyelv árnyékában kisebbségi nyelv lett. A 19. század második felében angol nyelvű iskolákat vezettek be, az 1880-as évektől megtiltották a maori nyelv használatát az iskolákban, így sok maori tanult angolul.
A második világháborúig a legtöbb maori első nyelve a maori volt. Politikai gyűléseket tartottak maori nyelven, irodalmat adtak ki. A változás az 1930-as években indult meg, az 1940-es évektől az 1970-es évekig megindult a maorik vándorlása a városokba, az angol nyelv számukra a jólét és boldogulás eszköze lett. Ekkoriban történt az, hogy számos maori szülő beszüntette a gyerekeivel való érintkezésben a maori nyelv használatát. Ez, valamint az amúgy is az angol nyelvet támogató új-zélandi politika miatt az 1980-as évekre a maorik kevesebb mint 20%-a beszélt elég jól maoriul, és ők is főleg otthon használták nyelvüket.
Már az 1970-es években észlelték, hogy hamarosan bekövetkezhet az, hogy a maori nyelv beszélők nélkül marad. Így megszervezték a Te Ātaarangi-t (nyelvtanuló rendszert), a Kōhanga reo-t (nyelvi fészek) és a Kura kaupapa Māori-t (maori nyelviskola).

## Nyelvi besorolása

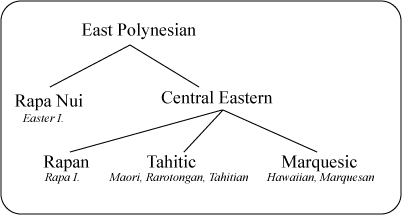
A keleti polinéz nyelvek főbb csoportjai

Az összehasonlító nyelvtudomány szerint a maori nyelv a keleti polinéz nyelvek közé tartozik, a tahiti alcsoportba, ahova a rarotongai és a tahiti is tartozik. Más fontosabb keleti polinéz nyelvek a hawaii, a marquez-szigeteki és a rapa nui nyelvek. Bár ezek a nyelvek elég nagy nyelvészeti hasonlóságokat mutatnak, kölcsönös érthetőség alig áll fenn közöttük. A modern maori beszélői szerint ők a Cook-szigetek nyelveit értik a legjobban.

## Földrajzi eloszlásuk
Több mint 100 000 ember, szinte mindegyikük maori származású, beszél maoriul – leginkább Új-Zélandon. 1996-ban 160 000 ember jelezte, hogy tud maoriul, más források csak 50 000 beszélőről tanúsítanak. A 2006-os népszámlálás szerint 131 613 maori képes beszélgetni mindennapi dolgokról maori nyelven. Ők Új-Zéland lakosságának 4,2%-át alkotják.
A maorik nyelvtudásának szintje ismeretlen, sokuk fő otthoni nyelvnek jelöli meg a maorit, néhányan meg csak pár maori szót és frázist használnak (passzív kétnyelvűség). Csak 8000 maori egynyelvű beszélő van, bár sokan vannak olyanok, akik maoriul előbb beszélnek, mint angolul, mert:
- a maori még mindig közösségi nyelv az északi részeken
- a kohanga reo óvodákban csak maori nyelvet lehet használni
- számos maori kétnyelvű családban nő fel.

A városiasodás a második világháború után gyors nyelvváltást eredményezett, maoriról angolra, ezért a maorik sosem kommunikálnak két nyelven, főképp új-zélandi angolt használnak, vagy a második nyelvüket.

## Írás
A maori nyelv 20 betűt használ: A Ā E Ē H I Ī K M N O Ō P R T U Ū W NG és WH. Ezek közül a WH a magyarban is használatos F-nek felel meg, az O és Ō kicsivel nyíltabb, mint a magyaré, az U és Ū pedig ü-höz  (ʉ) hasonlít.
A maori nyelv latin betűs írásával először James Cook kapitány és a korai felfedezők próbálkoztak. 1814-től misszionáriusok próbálták meg elkapni a nyelv hangjait. 1815-ben William Kendall kiadta a He Korao no New Zealand című könyvet, aminek címe mai helyesírással He Kōrero nō Aotearoa lenne. A mai helyesírás az 1820-as években alakult ki az északi területen használt változat alapján.
A maori írás a magánhangzók hosszúságát a magánhangzó felett egy vonallal jelzi. Ez fontos, hiszen jelentés-megkülönböztető szerepe van:
| rövid |         | hosszú |           |
| ----- | ------- | ------ | --------- |
| matua | apa     | mātua  | szülők    |
| panga | kirakó  | pānga  | hatás     |
| maro  | kötény  | mārō   | kemény    |
| ana   | barlang | anā    | ott       |
| pahu  | ugat    | pahū   | felrobban |

## Nyelvtan
A névszók egyes és többes számban megőrzik az alakjukat: ika (hal), rākau (fa). A határozott névszót a te, a többes számot a ngā partikula jelöli. Néhány szóban megnyúlik a magánhangzó a többes szám esetén: wahine (nő) – wāhine (nők).

### Igék
Az igék idejét az ige előtti partikulákkal fejezik ki: ka (jövő idő), i (múlt idő), kua (befejezett múlt), kia (dezideratív), me (előíró), e (nem múlt idő), ina vagy ana (punktatív-feltételes, "ha és amikor") és e ... ana (egyszerű múlt).
- Kei te oma au. – Futok. (jelen idő)
- E oma ana au. – Futottam. (egyszerű múlt idő)
- Ka oma au. – Futni fogok. (jövő idő)
- I oma au. – Futottam. (múlt idő)
- Kua oma au. – Futottam. (befejezett múlt idő)

Az igék (már ha van) a mondatok elején szoktak lenni, a partikulával:

### Igei frázis
- E tangi ana te tamaiti. – A gyerek sír.
- Kua mate te koroua. – az öreg ember meghalt.

### Névszói frázis
- He kai-whaka-ako a Mere. – Mere tanár.
- He reka ēnei kai. – Ez az étel finom.
- He moni ā-u? – Pénzed van-e?
- He waka t-ō Rei. – Reinek van autója.

### Prepozíciós frázis
- Ko Rei t-ō-ku ingoa. – A nevem Rei.
- Nā wai tēnei pukapuka? – Kié ez a könyv?
- Nō Hēmi tērā whare.. – Ez a ház Hemié.
- Mō rātou tēnē waka. – Ez az autó ott az övé.

### Fókuszálás
A határozott alanyt fókuszpozícióba lehet tenni, a mondat elejére, egy ko partikulával együtt:
- E horoi ana a Mere i ngā rīhi > Ko Mere e horoi ana i ngā rīhi.

Mere az edényt mossa. > Mere mossa az edényt.

### Személyes névmások

Mint a legtöbb polinéz nyelv esetén, a maoriban is három szám van a személyes névmásoknál, egyes, kettes és többe szám: ia (E/3), rāua (Du/3), rātou (T/3). A személyes névmások között van exkluzív és inkluzív névmások: mātou (mi, exl.), tātou (mi, ink.), koutou (ti), rātou (ők), māua (mi ketten, exk.), tāua (mi ketten, ink.), kōrua (ti ketten), rāua (ők ketten). A beszélő több emberhez máshogy szól, mint egyhez:
- Tēnā koe: Üdv neked (egy személynek)
- Tēnā kōrua: Üdv nektek (két személynek)
- Tēnā koutou: Üdv nektek (több mint két személynek)